# 三三一事件

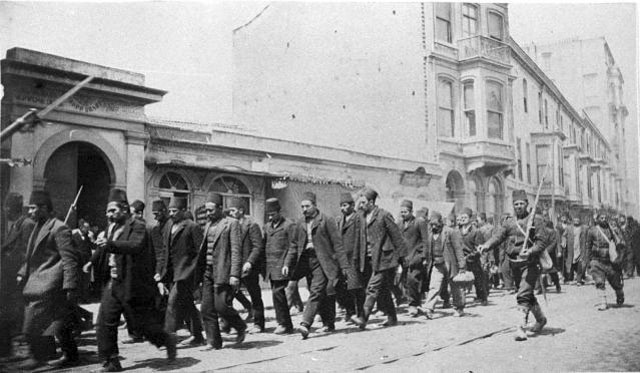
三三一事件后的俘虏和囚犯

三三一事件（土耳其语：31 Mart Vakası, 31 Mart Olayı, 31 Mart Hadisesi, 或 31 Mart İsyanı），是奧斯曼帝國1909年4月24日平息反政變的事件。事件导致苏丹阿卜杜勒·哈米德二世被廢，由他的兄弟穆罕默德五世出任蘇丹，並重新行憲。
1909年4月12日晚至13日，奥斯曼帝国发生反青年土耳其黨人的反政變，由忠於蘇丹阿卜杜勒·哈米德二世的第一軍團下級軍人發起，他們與幾間伊斯蘭學校的神學家结盟，要求組成新內閣，開除聯合進步委員會出身的政治家，並實施伊斯蘭教法。叛亂於1909年4月24日被平定，由于24日在當時奧斯曼帝國曆法為3月31日，因而这一平定反政变的事件史称为三三一事件。
为纪念三三一事件期间牺牲的74位士兵，立宪政府于1911年在伊斯坦布尔西什利区建成永恒自由纪念碑。

## 背景
從巴爾幹省開始的青年土耳其党人革命迅速蔓延到整個帝國，導致蘇丹阿卜杜勒·哈米德二世於1908年7月3日宣布恢復1876年的奧斯曼憲法。1908年的奧斯曼大選在那年11月和的12月舉行。 
1908年12月17日，奧斯曼帝國的參議院在被中止30多年第一次重新召開了。眾議院第一次會議於1909年1月30日舉行。1909年4月13日，反政變爆发，是为伊斯坦堡保守反動派的反叛 ，反對恢復憲法制度。反政變試圖結束第二次憲法時代，以重新確認蘇丹阿卜杜勒·哈米德二世作為絕對君主的立場。反政變主要是由一些塞浦路斯伊斯蘭極端分子在軍隊的某些部分發起的，他們和他的首謀德爾維希·韦爾赫蒂在君士坦丁堡統治了幾天。

## 事件
在事件發生後，聯合進步委員會向位於塞萨洛尼基奧斯曼第三軍團指揮官馬哈茂德·塞夫凱特帕夏提出呼籲，在埃迪爾內奧斯曼第二軍團的指揮官的支持下，馬哈茂德·塞夫凱特聯合二支軍隊組建了一支名為Hareket Ordusu的打擊部隊（“行動軍”），以平息德爾維希·違爾赫蒂及其支持者的叛亂。行動軍的成員為20,000-25,000人。他們加入了15,000名志願者，包括4,000名保加利亞人，2,000名希臘人和700名猶太人。一些阿爾巴尼亞人支持行動軍。
蘇丹當時留在耶尔德兹宫，並經常和大維齊爾艾哈迈德·陶菲克帕夏會晤。
談判持續了六天，最後塞萨洛尼基軍隊進入伊斯坦堡，雙方發生了激烈的街頭戰鬥，經過一場短暫的戰鬥，行動軍於4月27日獲得了對宮殿的控制權。蘇丹阿卜杜勒·哈米德二世被他的大多數顧問拋棄了。議會討論了是否允許他繼續留在王位或被廢，甚至被處決的問題，大多數人認為將蘇丹置於死地被認為是不明智的，因為這樣的一步可能引起狂熱的反應並使帝國陷入內戰。另一方面，有些人認為，畢竟發生這種情況後，奧斯曼議會再也不可能與蘇丹合作。
4月27日，議會舉行閉門會議，一致投票決定阿卜杜勒·哈米德應該被廢。

## 結果

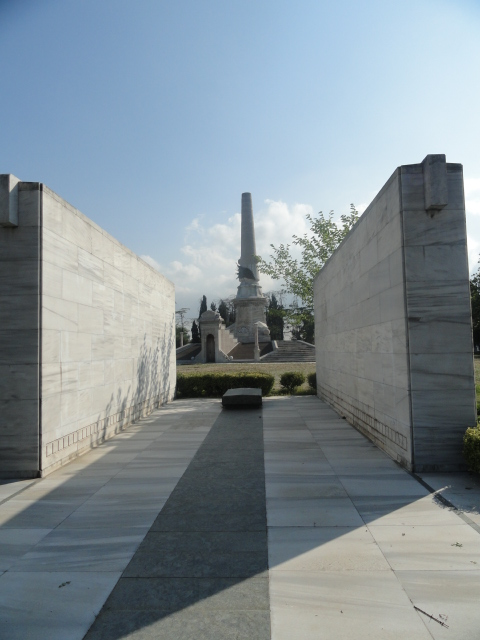
伊斯坦布尔的永恒自由纪念碑

反政變的失敗使聯合進步委員會重新掌權，使其重返政府。
聯合進步委員會利用反革命事件於4月27日废黜阿卜杜勒·哈米德二世，轉而支持他的弟弟穆罕默德五世. 一些支持叛軍的阿爾巴尼亞人被處決。
三三一事件後，聯合進步委員會禁止了在奧斯曼社會中支持少數民族利益的社團，包括阿拉伯奧斯曼兄弟會，並禁止出版一些具有激進伊斯蘭教言論的期刊和報紙。